# Utrecht (Południowa Afryka)
Utrecht - miasto położone w prowincji KwaZulu-Natal, w Republice Południowej Afryki, w dystrykcie Amajuba, w gminie  eManlangeni. 
W roku 1854 Burowie proklamowali tu krótko istniejącą republikę Utrecht zajmującą obszar 32 km na 64 km.